# Тревизанато, Джузеппе Луиджи
Джузеппе Луиджи Тревизанато (итал. Giuseppe Luigi Trevisanato; 15 февраля 1801, Венеция, Австрийская империя — 28 апреля 1877, там же) — итальянский кардинал. Епископ Вероны с 15 марта по 27 сентября 1852. Архиепископ Удине с 27 сентября 1852 по 7 апреля 1862. Патриарх Венеции и примас Далмации с 7 апреля 1862 по 28 апреля 1877. Кардинал-священник с 16 марта 1863, с титулом церкви Санти-Нерео-эд-Акиллео с 22 сентября 1864 по 7 июня 1886.